# Херцогство Щирия
Херцогство Щирия (на немски: Herzogtum Steiermark; на словенски: Vojvodina Štajerska; на унгарски: Stájer Hercegség) е територия в Свещената Римска империя и Хабсбургската монархия в днешна Щирия, Австрия от 1180 до 1918 г.
На юг Херцогството Щирия граничело с херцогствата Херцогство Крайна и Каринтия.
Създава се през 1180 г. от Маркграфство Щирия (Марка Щирия) от Фридрих I Барбароса, който повишава маркграф Отокар IV на херцог.

## Херцози на Щирия

### Отакари
- Отокар IV (1180 – 1192)

### Бабенберги
- Леополд V от Австрия (1192 – 1194)
- Леополд VI от Австрия (1194 – 1230), син
- Фридрих II от Австрия (1230 – 1246), син, убит в битка

### Пршемисловци
- Отокар II от Бохемия (1251/1260 – 1278)

### Арпади
- Бела IV от Унгария (1254 – 1258) и неговия син
- Стефан V от Унгария (1258 – 1260)

### Хабсбурги
- Рудолф I (1278 – 1282), също римско-немски крал 1273 – 1291
- Албрехт I (1282 – 1308), син, също римско-немски крал от 1298,
- Рудолф II (1282 – 1283) и неговия син
- Рудолф III (1298 – 1307)
- Фридрих I (1308 – 1330), син на Албрехт I, гегенкрал на Свещената Римска империя 1314 – 1330
- Леополд I (1308 – 1326), син на Албрехт I
- Албрехт II (1330 – 1358), син на Албрехт I
- Ото IV (1330 – 1339), син на Албрехт I
- Рудолф IV (1358 – 1365), син на Албрехт II
- Албрехт III (1365 – 1379), син на Албрехт II
  - Леополд III (1365 – 1386), херцог на Вътрешна Австрия от 1379

#### Леополдинска линия на Хабсбурги
- Вилхелм (1386 – 1406), син на Леополд III
- Ернст Железни (1406 – 1424), син на Леополд III
- Фридрих V (1424 – 1493), син на Ернст, император на Свещената Римска империя от 1452
- Албрехт VI (1424 – 1463), син на Ернст
- Максимилиан I (1493 – 1519), император на Свещената Римска империя от 1508
- Карл I (1519 – 1521), император на Свещената Римска империя 1530 – 1556
- Фердинанд I (1521 – 1564), император на Свещената Римска империя от 1558
- Карл II (1564 – 1590), ерцхерцог на Австрия, син на Фердинанд I
- Фердинанд II (1590 – 1637), император на Свещената Римска империя от 1619